# زاویه الشیخ
زاویه الشیخ (به فرانسوی: Zaouïat Cheikh) یک منطقهٔ مسکونی در مراکش است که در Béni-Mellal Province واقع شده‌است.
 زاویه الشیخ  ۲۲٬۷۲۸ نفر جمعیت دارد.